# Criccieth
Criccieth (wal. Cricieth, wymowaⓘ) – miasto w północno-zachodniej Walii, w hrabstwie Gwynedd, historycznie w Caernarfonshire, położone nad zatoką Tremadoc, u nasady półwyspu Llŷn. W 2011 roku liczyło 1753 mieszkańców.
W mieście znajdują się ruiny XIII-wiecznego zamku (Criccieth Castle), zburzonego w 1403/1404 roku. Pierwotna osada, która otrzymała prawa miejskie (status borough) w 1284 roku, zniszczona została wraz z zamkiem i nie została odbudowana przez kilka stuleci.
Znajduje się tu stacja kolejowa, otwarta w 1867 roku, na linii Cambrian Line (Pwllheli – Birmingham), oraz baza łodzi ratowniczych RNLI.